# Eremurus spectabilis
Eremurus spectabilis là một loài thực vật có hoa trong họ Thích diệp thụ. Loài này được M.Bieb. miêu tả khoa học đầu tiên năm 1810.